# Schronisko na Szrenicy
Schronisko na Szrenicy  – wysokogórskie schronisko turystyczne w Sudetach Zachodnich, w paśmie Karkonoszy.

## Położenie
Schronisko położone jest na wysokości 1362 m n.p.m. w południowo-zachodniej Polsce, w Sudetach Zachodnich, w paśmie Karkonoszy, na terenie Karkonoskiego Parku Narodowego, na szczycie Szrenicy. Schronisko na Szrenicy to duży masywny murowany budynek zbudowany na kopulastym szczycie Szrenicy, 60 m powyżej głównego grzbietu Karkonoszy. Należy do największych wysokogórskich schronisk w Karkonoszach.

## Historia
Pierwsze schronisko na Szrenicy wybudowano dopiero w latach 1921-1922 po nieprzedłużeniu koncesji przez władze czechosłowackie Franzowi Endlerowi, właścicielowi pobliskiego schroniska Endlerbaude (Vosecka bouda). Podobnie jak inne budowle w Karkonoszach, budynek zbudowano w przeważającej części z drewna. Zaprojektowany został przez jeleniogórskich architektów - braci Albert. Do 1945 nosił on nazwę Reifträgerbaude, choć sporadycznie pojawiała się też nazwa Deutschböhmerhaus.
Lokalizacja obiektu, powodowana czynnikami politycznymi (niemal na granicy niemiecko-czechosłowackiej), nie była zbyt korzystna - panują w tym miejscu silne wiatry, długotrwałe opady oraz zjawisko szadzi. Budynek był dwupiętrowy o potężnej, surowej bryle, posiada czterospadowy, naczółkowy dach. Parter został podmurowany. Franz Endler gospodarzył w schronisku do śmierci w 1930, a później jego syn Kurt.
Po II wojnie światowej w schronisku mieściła się strażnica WOP, w 1951 zostało obiektem PTTK. Liczba miejsc stale się zmniejszała (ze 100 do ledwo 10 plus 30 w części gastronomicznej w 1967), podobnie jak standard usług. W 1967 zamknięto je z powodu złego stanu technicznego. W styczniu 1972 pożar zniszczył 70% powierzchni dachu.
W 1973 rozpoczęto remont, który trwał jednak bardzo długo, bo aż do 1991.
W 1992 ruinę kupili prywatni właściciele - rodzina Kłopotowskich. 19 grudnia tego roku odbyło się ponowne, uroczyste otwarcie.
Poniżej schroniska na północno-wschodnim stoku Szrenicy mieści się górna stacja wyciągu krzesełkowego ze Szklarskiej Poręby na Szrenicę.

## Wyposażenie schroniska
- 90 miejsc noclegowych w pokojach od 2 do 15 osobowych,
- sale jadalne i konferencyjne,
- bufet.

## Turystyka
Do schroniska prowadzi znakowany szlak turystyczny:
- czarny – prowadzący od granicy państwowej (gdzie biegnie  Główny Szlak Sudecki z Hali Szrenickiej na Śnieżkę) do skał Końskie Łby.
- 300 m od schroniska znajdowało się turystyczne przejście graniczne do Czech.
- Przy schronisku punkt widokowy, z którego roztacza się panorama na Góry Izerskie, Szklarską Porębę, Kotlinę Jeleniogórską oraz na całe Karkonosze.